# Führergeburtstag
Il Führergeburtstag (in tedesco letteralmente "giorno di nascita del Führer"), o Führertag, era una festa nazionale tedesca celebrata nella Germania nazista tra il 1933 e il 1945 il 20 aprile, giorno di nascita del Führer Adolf Hitler.

## Celebrazioni
La sera del 19 aprile era la data in cui ogni anno, in tutto il Reich tedesco, i giovani venivano accettati cerimonialmente nella Gioventù hitleriana. Il 20 aprile, giorno del compleanno del Führer, in tutto il Reich e nei territori annessi si tenevano feste e commemorazioni nell'ambito del culto della personalità di Adolf Hitler (le ultime celebrazioni pubbliche in pompa magna avvennero nel 1944). Oltre ai discorsi sulla grandezza del dittatore e sul suo ruolo nella Storia, le filippiche antisemite erano all'ordine del giorno. Era anche consuetudine cantare canzoni nazionalsocialiste, le cosiddette “canzoni del movimento”, e gli inni nazionali (Das Lied der Deutschen come inno ufficiale della nazione e Il canto di Horst Wessel come inno del NSDAP).
Il 20 aprile 1945 i festeggiamenti furono possibili solo in misura molto limitata e talvolta assunsero proporzioni grottesche: «Il 20 aprile 1945, alle 19.00, abbiamo dovuto partecipare alla “Celebrazione del compleanno del Führer” nel casinò del Landeshaus. Un capo distretto parla della vittoria finale! La bottiglia di vino rosso e la piccola porzione di prosciutto e salsiccia con pane non sono stati sufficienti a convincerci della vittoria», testimoniò Fritz Steffen (1893–1979), un membro del Volkssturm.
Nella penultima Gazzetta Ufficiale del Reich (n. 9) del 7 aprile 1945, il viceministro degli Interni del Reich, Wilhelm Stuckart, stabilì espressamente come ordine di servizio «che, in considerazione delle necessità di guerra, le autorità statali, i comuni, le associazioni di comuni e altre corporazioni, le istituzioni e le fondazioni di diritto pubblico dovranno essere in servizio il 20 aprile 1945 come negli altri giorni lavorativi».

## Nella cultura di massa

### Letteratura
Nel romanzo ucronico Fatherland (Robert Harris 1992), ambientato in un 1964 dove la Germania ha vinto la seconda guerra mondiale, questa festa, per volere di Hitler, dal 1959 ha più importanza della Pasqua cristiana.